# Fíbula
|  | Per a altres significats, vegeu «Fíbula (micologia)». |

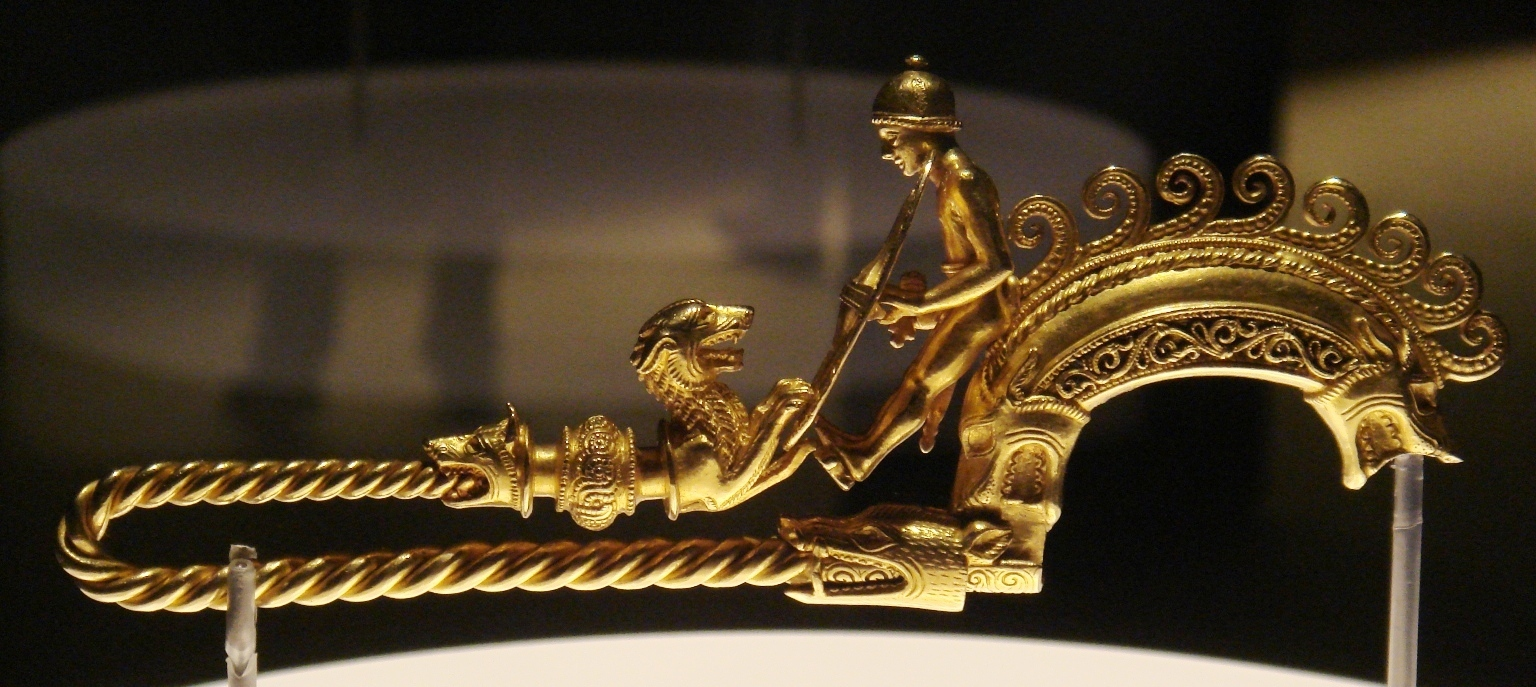
Fíbula de Braganza, art hel·lenístic, 250-200 aC.

Les fíbules (llatí: fibulae) eren unes agulles que s'enganxaven en un objecte decoratiu, generalment corbat. Aquesta part decorativa podia ser un anell o un disc i l'agulla passava pel seu centre o també podia fer-hi un arc. Les decoracions solien ser d'or o bronze i més rarament de plata.

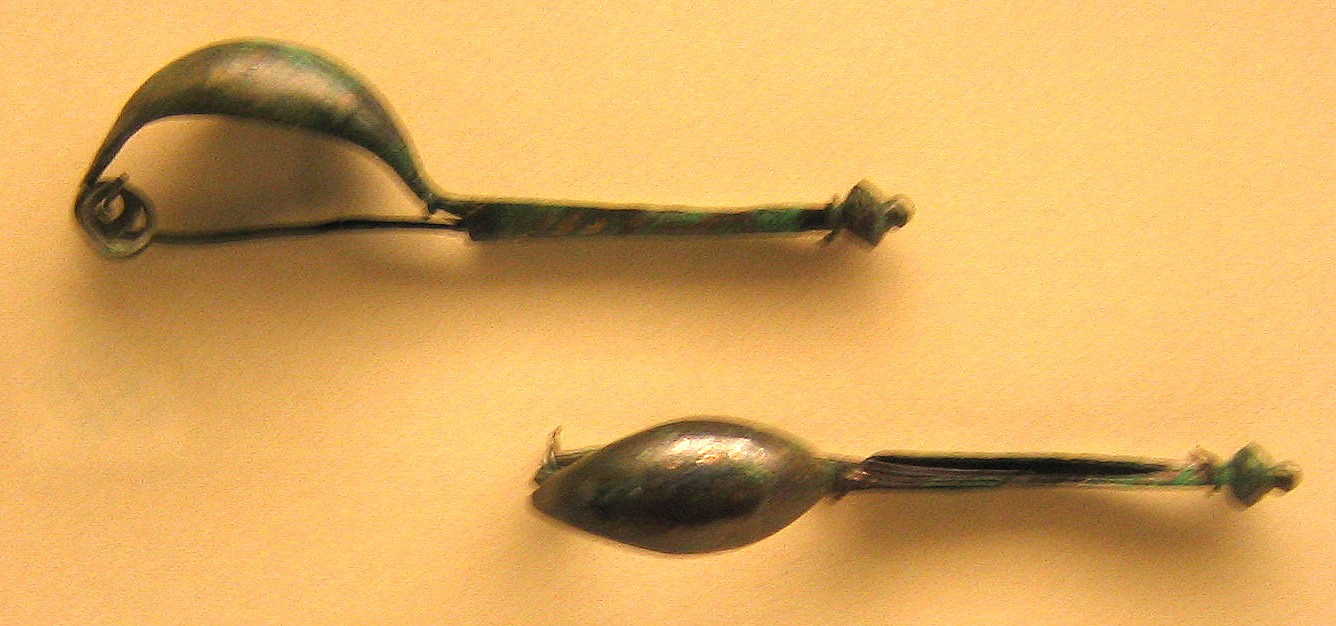
Fíbula de l'edat de bronze

Hi havia models senzills que s'usaven per sostenir les robes, però era més comú lluir-les com a ornament. D'origen micènic, van agafar refinament sota els romans, però van existir en diverses cultures.
Les dones romanes portaven l'amictus (una mena de mantell que cobria l'esquena) subjecte amb una fíbula, i també els homes. L'ús més freqüent era per subjectar sobre l'espatlla dreta el pèplum, la clamis o el pallium. De vegades la fíbula es portava sobre el pit, i les dones sobre les dues espatlles per subjectar la túnica. Una dama elegant de vegades portava una fila de fermalls a cada braç sobre les mànigues de la túnica.
Després de la caiguda de l'Imperi Romà d'Occident, els emperadors d'Orient portaven a l'espatlla dreta les fíbules de les que penjaven tres cadenes ornades amb pedres precioses. Justí II va iniciar aquesta moda.
Més tard, les fíbules van ser substituïdes per les sivelles, que entre els romans s'anomenaven amb el mateix nom, i s'usaven principalment per subjectar el cinturó. Les sivelles eren molt més ornamentades que les fíbules, i els emperadors, a partir d'Hadrià, portaven les sivelles guarnides amb joies (fibulae gemmatae).